# Asterius Sofisten
Asterius Sofisten, även Asterius av Kappadokien (grekiska: Αστέριος), död cirka 341, var en ariansk kristen teolog och sofist, tidigare lärare i retorik i Galatien. Få av hans teologiska verk har bevarats i sin helhet. Han skall ha varit elev till Lukianos av Antiochia, men det är oklart i vilken utsträckning detta var fallet. Han var även god vän till Arius och var liksom denne anhängare av subordinationsläran.
Under den romerske kejsaren Diocletianus förföljelser hade Asterius avfallit från den kristna tron genom att offra till en hednisk gud (därför kallades han av Athanasius för θύσας, bokstavligen "förrädaren"), och som konsekvens vigdes han aldrig till presbyter eller biskop. Han hade återvänt till kyrkan och studerat under martyren Lukianus och när den arianska kontroversen bröt ut sågs han som en ledande teolog. Någon tid innan det första konciliet i Nicaea författade han Syntagmation, en skrivelse till Eusebius, till Arius försvar. I den försvarade han den arianska uppfattningen om att det inte kan existera två "agenneta" (oavlade entiteter).
Fragment av Asterius huvudsakliga arbeten bevaras genom Athanasius av Alexandria (d. 373) och Marcellus av Ancyra (d. 374), två av hans motståndare. Hans bevarade verk inkluderar bland annat kommentarer till Psaltaren och några fragment. Han skrev även kommentarer till Romarbrevet och evangelierna, vilka troligen gick förlorade på grund av att den tidiga kyrkan ofta brände verk som ansågs vara heretiska.
Asterius skall ha deltagit i många kyrkomöten, bland annat det i Antiochia år 341. Han betraktas som en av 300-talets främsta vältalare och homileter.
Minst två andra präster bar namnet Asterius: En biskop i Amasia (300-talet) och en presbyter i Antiochia vid Orontes.